# Ataxia linearis
Ataxia linearis là một loài bọ cánh cứng trong họ Cerambycidae.